# Miletus denticulata
Miletus denticulata är en fjärilsart som beskrevs av Hans Fruhstorfer 1913. Miletus denticulata ingår i släktet Miletus och familjen juvelvingar. Inga underarter finns listade i Catalogue of Life.